# Apatura yunnanensis
Apatura yunnanensis är en fjärilsart som beskrevs av Le Moult 1947. Apatura yunnanensis ingår i släktet Apatura och familjen praktfjärilar. Inga underarter finns listade i Catalogue of Life.